# Maurice Bembridge
Maurice Bembridge (Worksop, 21 februari 1945 – Uzwil, 2 maart 2024) was een Engelse golfprofessional.

## Playing pro
Voordat de Europese PGA Tour (ET) in 1972 van start ging, won hij al enkele toernooien, waaronder tweemaal het Brits Kampioenschap voor assistent-professionals. Op Europees niveau won hij negen toernooien, daarnaast ook enkele in Afrika en een toernooi in Nieuw-Zeeland.
Bembridge overleed in maart 2024 op 79-jarige leeftijd.
Hij overleed thuis in Zwitserland.

### Gewonnen
- 1966: British Assistant Professionals Championship
- 1967: British Assistant Professionals Championship, Gor-Ray Cup
- 1968: Kenya Open
- 1969: Kenya Open, Sumrie Clothes Better-Ball, Match Play Championship op Walton Heath
- 1970: Caltex Tournament (N.Zeeland)
- 1971: Dunlop Masters
- 1972: Lusaka Open (Zambia)
- 1973: Martini International
- 1974: Piccadilly Medal, Double Diamond Strokeplay, Viyella PGA Championship
- 1975: German Open
- 1979: Benson & Hedges International Open
- 1979: Benson & Hedges Kenya Open
- 1989: Luzern Open

### Europese Senior Tour
Sinds 1995 speelt Bembridge op de European Seniors Tour
Gewonnen
- 1996: Hippo Jersey Seniors
- 1998: Swedish Seniors

### Teams
Bembridge speelde viermaal in de Ryder Cup, eerst in het team van Groot-Brittannië en later van Groot-Brittannië en Ierland. Ook vertegenwoordigde hij zijn land tweemaal in de World Cup.
- Ryder Cup: 1969, 1971, 1973, 1975
- World Cup: 1974, 1975
- Double Diamond: 1973, 1974 (winners), 1975
- Philip Morris International: 1976
- Praia D'El Rey European Cup: 1997